# Alliance pour les droits et libertés
L'Alliance pour les droits et libertés est une alliance électorale bulgare formée après la scission au sein du Mouvement des droits et des libertés.

## Historique
En vue des élections législatives bulgares d'octobre 2024, le Mouvement des droits et des libertés se scinde en deux factions : DPS-Peevski et DPS-Dogan. Le 4 septembre, la commission électorale décide de n'enregistrer aucune coalition au nom d'une des deux factions. La Cour suprême administrative autorise finalement la première, qui s'est déclarée en premier, à enregistrer sous le nom de Mouvement des droits et des libertés - Nouveau départ. L'autre faction s'enregistre finalement comme Alliance pour les droits et libertés.

## Résultats électoraux

### Élections parlementaires
| Année   | Députés  | Votes   | %    | Rang | Gouvernement                                  |
| ------- | -------- | ------- | ---- | ---- | --------------------------------------------- |
| 10/2024 | 19 / 240 | 182 263 | 7,23 | 5e   | Soutien (2024-2025), opposition (depuis 2025) |